# Khek Sysoda
Khek Sysoda fue un diplomático Camboyano.
- Khek Sysoda fue hermano de Khek Loreng y de Khek Vandy.
- En 1960 se integró al cuerpo de inspectores de los servicios económicos y fue nombrado jefe de la oficina de comercio y relaciones internacionales.
- De 1963 a 1965 fue director del Comercio Exterior Adjunto.
- De 1965 a 1966 fue Jefe de Gabinete del Ministro de Economía.
- De 1966 a 1966 fue director de Comercio Interior.
- De 1968 a 1973 fue director general de la Sociedad Nacional para la Importación y Exportación (Société Nationale d'Importation et d'Exportation (SONEXIM).
- Se unió a la Frente Unido Nacional de Kampuchea y el 12 de marzo de 1974 salió Camboya, refugiado en Francia.
- En julio de 1982 fue designado Director de protocolo de Norodom Sihanouk en su exilio en Pekín.
- En junio de 1983 fue Embajador de Norodom Sihanouk.
- De diciembre de 1983 a 1991 fue Embajador del Coalition Government of Democratic Kampuchea (Gouvernement de Coalition du Kampuchéa Démocratique)
- En septiembre de 1991 fue designado miembro del Gabinete del Presidente del CNS Conseil National Supreme du Cambodge.
- El 14 de noviembre de 1991 fue designado Embajador del Conseil National Supreme du Cambodge con residencia en Francia y jefe de la oficina de información de Camboya en Francia.
- A partir de noviembre de 1993 fue Embajador del Reino de Camboya en Pekín.[1]